# Xenohyla truncata
Xenohyla truncata är en groddjursart som först beskrevs av Eugenio Izecksohn 1959.  Xenohyla truncata ingår i släktet Xenohyla och familjen lövgrodor. IUCN kategoriserar arten globalt som nära hotad. Inga underarter finns listade i Catalogue of Life.